# Classe (teoria dos conjuntos)
Em teoria dos conjuntos, uma classe (também chamada coleção ou família) é uma coleção (não necessariamente um conjunto, por exemplo a classe de todos os conjuntos) constituída de outros conjuntos (ou outros objetos matemáticos) de um espaço dado. Isto é, uma classe é um conjunto cujos elementos são outros conjuntos.
Exemplo
Seja {\displaystyle \Omega } um espaço amostral e {\displaystyle \mathbb {A} } uma classe de subconjuntos de {\displaystyle \Omega }. Se  {\displaystyle \mathbb {A} } satisfaz as propriedades
P1.  {\displaystyle \Omega \in \mathbb {A} }
P2. Se  {\displaystyle A\in \mathbb {A} }, então  {\displaystyle A^{\complement }\in \mathbb {A} }
P3. Se  {\displaystyle A,B\in \mathbb {A} }, então  {\displaystyle A\cup B\in \mathbb {A} }
Então diremos que {\displaystyle \mathbb {A} } é uma álgebra de subconjuntos de {\displaystyle \Omega }.